# Resident Evil 5
Resident Evil 5, відомий в Японії як Biohazard 5 — шутер від третьої особи, розроблений і виданий японською компанією Capcom у 2009 році. Сьома гра в серії Resident Evil. Видана для консолей PlayStation 3 і Xbox 360 в березні 2009 року, і для Microsoft Windows — у вересні того ж року.

## Ігровий процес

### Особливості
Геймплей Resident Evil 5 аналогічний попереднім частинам, але це перша в серії гра, призначена для кооперативної гри на двох гравців. Вона також вважається першою грою в серії, яка поєднує два жанри: survival horror і екшен. Захоплення руху було використано для анімації заставок, і це перша відеогра в серії, що використовує систему віртуальної камери. Кілька співробітників, які розробляли оригінальну Resident Evil, працювали над Resident Evil 5.

### Зброя
У грі зброя поділена на 5 категорій: пістолети, дробовики, штурмові-гвинтівки, снайперські гвинтівки і магнуми. Боєприпаси для кожного виду зброї універсальні.
Пістолети
- Beretta 92F
- SIG Suauer 226
- H&K P8
- Beretta 93R
- Beretta Px4 — доступний в лише в режимі «Найманці» при грі за Джилл Валентайн.
- Samurai Edge — модифікований пістолет Beretta 92F, особиста зброя Альберта Вескера. Доступний лише в режимі «Найманці» при грі за Вескера.

Дробовики
- Ithaca 37
- Benelli M3
- Jail Breaker
- Hydra — обріз трьохствольного дробовика. Доступний для купівлі після повного покращення Ithaca 37

Штурмові гвинтівки
До цього класу в грі належать не лише штурмові гвинтівки, але і пістолет-кулемети.
- Skorpion Vz-61
- H&K MP5
- AK-74
- SIG 556

Снайперські гвинтівки
- S75
- Снайперська гвинтівка Драгунова
- H&K PSG1

Магнуми
- Smith & Wesson Модель 29
- Desert Eagle — у грі називається Lighting Hawk (укр. Блискавичний Яструб).
- Smith & Wesson Model 500

Особлива зброя
- Електрошокер
- РПГ-7 — одноразовий гранатомет з оптичним прицілом. Якщо пройти гру за 5 годин або менше, відкривається РПГ з нескінченними боєприпасами.
- М32 — гранатомет, який стріляє шістьма видами боєприпасів: світлошумові, розривні, запалювальні, кислотні, електричні і азотні (заморожують ворогів).
- Кулемет Гатлінга — шестиствольний кулемет з нескінченним боєзапасом, доступний лише для Кріса. З кулеметом Кріс носить на спині величезний ранець із боєприпасами, який одночасно захищає його від влучань у спину. Відкривається після повного покращення Skorpion Vz-61.
- Довгий лук — зброя з нескінченним боєзапасом, доступна лише для Шеви. Відкривається після повного покращення S75.

## Сюжет
У 2009 році, через п'ять років після подій Resident Evil 4, Кріса Редфілда, тепер агента Альянсу з оцінки безпеки біотероризму (BSAA), відправляють до західноафриканського міста Кідзюдзю. Його новою напарницею стає Шева Аломар, обом доручають затримати місцевого ватажка Рікардо Ірвінга, який хоче купити біологічну зброю на чорному ринку. Коли вони прибувають на місце, виявляється, що місцеві жителі були заражені паразитами Лас-Плаґас, а команда BSAA «Альфа» вбита. Кріса та Шеву рятує команда «Дельта», до складу якої входить капітан Джош Стоун, наставник Шеви. У матеріалах Стоуна, Кріс бачить фотографію Джилл Валентайн, своєї колишньої напарниці, котра вважалася мертвою після бою з Альбертом Вескером. Кріс, Шева та команда «Дельта» розшукують Ірвінга, але йому допомагає втекти таємнича особа в каптурі. Ірвінг залишає документи, за якими Кріс і Шева отримують координати болотистих нафтових родовищ, де має відбутися угода Ірвінга. Проте документи виявляються фальшивими. Коли Кріс і Шева намагаються перегрупуватися з командою «Дельта», їхніх союзників убиває мутант. Шева шукає серед загиблих Стоуна, проте не знаходить. Кріс вирішує скористатися нагодою, щоб дізнатися долю Джилл.
Рухаючись крізь болото, Кріс і Шева знаходять Стоуна і з його допомогою вистежують човен Ірвінга. Та тоді Ірвінг вводить собі різновид паразита Лас-Плаґас і мутує у величезного звіра, схожого на восьминога. Кріс і Шева перемагають його, Ірвінг перед смертю згадує печеру поблизу. В печері росте квітка, яку корпорація Umbrella використовувала для створення своїх вірусів, зокрема нового штаму під назвою «Уроборос». Кріс і Шева знаходять докази, що компанія Tricell, яка фінансує BSAA, заволоділа колишньою підземною лабораторією Umbrella і продовжила розробку вірусів. У лабораторії знаходяться тисячі капсул із піддослідними людьми. Кріс знаходить капсулу, де мала бути Джилл, але бачить, що там порожньо. Напарники виявляють, що генеральний директор Tricell, Екселла Гіонне, планувала разом з Вескером поширити вірус по всьому світу за допомогою ракет. Зрештою з'ясовується, що Вескер замислив створити пандемію, обрати з уцілілих найкращих людей і вивести з них нову породу людства, а самому правити нею. Кріс і Шева переслідують Гіонне, але їх зупиняє Вескер і постать у каптурі, котра виявляється зазомбованою Джилл. Гіонне і Вескер тікають до нафтового танкера, що належить Tricell. Кріс і Шева в той час борються проти Джилл і ламають її пристрій для контролю розуму. Джилл отямлюється і стає на їхній бік.
Кріс із Шевою проникають на танкер і стикаються з Гіонне, яка тікає, покинувши коробку зі шприцами. Шева зберігає кілька для подальшого огляду. Коли Кріс і Шева виходять на головну палубу, Вескер оголошує по інтеркому корабля, що він зрадив Гіонне та заразив її «Уроборосом». Вона мутує у велетенське чудовисько, яке Крісу та Шеві зрештою вдається перемогти. Джилл повідомляє їм по рації, що Вескер повинен приймати точні і регулярні дози сироватки, які підтримують його надлюдські здібності. Шева розуміє, що покинуті шприци потрібні Вескеру. Тож Кріс і Шева слідують за Вескером, поки той прямує до літака, озброєного ракетами з вірусом. Вони вводять Вескеру небезпечну дозу сироватки, а літак спрямовують у вулкан. Розлючений‚ Вескер переслідує їх, але, ослаблений, падає в лаву. Кріса і Шеву рятують на гелікоптері Джилл і Стоун. Помираючи, Вескер намагається затягнути гелікоптер у вулкан, але Кріс і Шева стріляють у Вескера гранатами. У фінальній сцені гри Кріс запитує себе, чи вартий сповнений зла світ того, щоб за нього боротися. Дивлячись на Шеву та Джилл, він вирішує, що вартий.

## Критика
Resident Evil 5 отримала в основному позитивний прийом, хоча була піддана критиці за проблеми з керуванням. Гра отримала низку скарг з приводу расизму, але розслідування Британської ради з класифікації фільмів визнало скарги необґрунтованими. Resident Evil 5 було повторно випущено для PlayStation 4 і Xbox One у червні 2016 р. Станом на вересень 2016 року було продано понад 7,1 мільйона одиниць, що робить її найбільш продаваною грою від Capcom і найбільш продаваною грою франшизи Resident Evil. Продовження, Resident Evil 6, було випущено в 2012 році.
Станом на кінець 2020 року було продано 7,8 млн примірників Resident Evil 5.